# Sigvard Ericsson
John Sigvard Ericsson (Alanäset, 1930. július 17. – 2019. november 2.) olimpiai, világ- és Európa-bajnok svéd gyorskorcsolyázó.

## Pályafutása
Két olimpián vett részt (1952, Oslo, 1956, Cortina d'Ampezzo). 1956-ban a 10 000 méteres versenyszámban arany-, az 5000 méteresben ezüstérmes lett. Összetettben egy-egy világ- és egy Európa-bajnoki aranyérmet nyert. Továbbá az Európa-bajnokságokon még két bronzérmet szerzett ugyanebben a kategóriában.

## Sikerei, díjai
- Olimpiai játékok
  - aranyérmes: 1956, Cortina d'Ampezzo – 10 000 m
  - ezüstérmes: 1956, Cortina d'Ampezzo – 5000 m
- Világbajnokság – összetett
  - aranyérmes: 1955
- Európa-bajnokság – összetett
  - aranyérmes: 1955
  - bronzérmes: 1954, 1956